# 佩格尼茨
佩格尼茨（德語：Pegnitz，發音：[ˈpeːɡnɪts] ⓘ）是德国巴伐利亚州上弗兰肯行政区拜罗伊特县的城市，面积99.98平方千米，2023年12月31日人口为13,741人。